# Mount-Remarkable-Nationalpark
Der Mount-Remarkable-Nationalpark (engl.: Mount Remarkable National Park) ist ein Nationalpark im australischen Bundesstaat South Australia, der etwa 240 km nördlich von Adelaide liegt. 
Teilflächen wurden bereits 1952 unter Schutz gestellt; der Park wurde wiederholt vergrößert und umfasst nun etwa 106 km².

## Allgemeines
Der Park bietet Besuchern den Eindruck einer echten Wildnis, ist aber dennoch von Adelaide und den dichter besiedelten Bereichen Südaustraliens aus leicht erreichbar. Er reicht von den Küstenebenen bis zu den Ausläufern der Flinderskette bei Wilmington. Da sich hier die ariden und feuchteren Regionen des Landes überlappen, kann man hier eine Lebensgemeinschaft aus Tieren und Pflanzen beider Landschaftstypen vorfinden.

## Pflanzenwelt
Große Teile des Gebietes sind bedeckt mit Eukalyptuswäldern und Mallee. Charakteristische Baumarten sind hier der Sugar Gum (Eucalyptus cladocalyx), Weißer Gummi-Eukalyptus (Eucalyptus leucoxylon) und Peppermint Box (Eucalyptus odorata). In den tiefer gelegenen Wäldern kommen außerdem die Schmuckzypressen (Callitris columellaris) sowie verschiedene Akazien vor. Prächtige Exemplare des Roten Eukalyptus (Eucalyptus camaldulensis) säumen die Gewässer im Park.
Im Frühling fallen blühende Pflanzen wie Hügels Seideneibisch (Alyogyne huegelii), die Gold-Akazie und die Orchideenart Thelymitra nuda ins Auge.

## Tierwelt
Sowohl das Bergkänguru als auch das westliche graue Riesenkänguru sind im ganzen Park beheimatet, während das Rote Riesenkänguru nur in bestimmten Bereichen, etwa in den tiefer gelegenen Gebieten, zu beobachten ist. Vor allem im Frühjahr begegnen dem Besucher Ameisenigel. 
Besondere Bedeutung hat der Nationalpark für die Erhaltung des Gelbfuß-Felskängurus. Diese Art wurde fast bis zur Ausrottung gejagt. Nachdem die Jagd eingestellt wurde, hat die Erbeutung durch Füchse und andere Raubtiere verhindert, dass die Art sich wieder erholen konnte. Ein Schutzprogramm für das Gelbfuß-Felskänguru ist daher wichtiger Bestandteil des Nationalparkmanagements.
Aufgrund der vielgestaltigen Landschaft verfügt das Gebiet auch über eine reiche Vogelwelt. Mehr als 117 einheimisch Vogelarten konnten bisher festgestellt werden. Zu den auffälligsten gehört der Keilschwanzadler, der in den meisten Lebensräumen zu beobachten ist. Weitere bemerkenswerte Vogelarten sind der Ringsittich, Rosakakadu, Blaubrust-Staffelschwanz und Kookaburra und Emus.